# Cerimetrie
Cerimetrie, nebo cerimetrická titrace, je metoda redoxní odměrné analýzy vyvinutá rumunským chemikem Ionem Atanasiu. Jako odměrný roztok se využívá roztok síranu ceričitého, během titrace dochází k redukci ceričitého kationtu na ceritý, standardní redukční potenciál E0(Ce4+/Ce3+) = 1,44 V. K indikaci bodu ekvivalence se využívá buď odbarvení žlutého odměrného roztoku nebo barevný přechod indikátoru, nejčastěji ferroinu (komplexu Fe2+ s 1,10-fenanthrolinem).
Cerimetrii lze využít ke stanovení stejných látek jako manganometrii, výhodou je vyšší stálost roztoku ceričité soli, oproti manganistanu, a to i za vyšší teploty. Velmi často se používá ke stanovení koncentrace iontů Fe2+ a Fe3+.